# Aleksandre Chivadze
Aleksandre Chivadze (in georgiano ალექსანდრე ჩივაძე?, in russo Александр Габриэлович Чивадзе?, Aleksandr Gabriėlovič Čivadze; Klukhori, 8 aprile 1955) è un allenatore di calcio ed ex calciatore sovietico e dal 1991 georgiano, di ruolo difensore.
Si è piazzato all'ottavo posto nella classifica del Pallone d'oro 1981.

## Palmarès

### Giocatore

#### Club

##### Competizioni nazionali
- Campionato sovietico: 1

Dinamo Tbilisi: 1978
- Coppe sovietiche: 2

Dinamo Tbilisi: 1976, 1979

##### Competizioni internazionali
- Coppa delle Coppe: 1

Dinamo Tbilisi: 1980-1981

#### Nazionale
- Bronzo olimpico: 1

Mosca 1980

#### Individuale
- Calciatore sovietico dell'anno: 1

1980